# The Dry Salvages
The Dry Salvages – poemat T.S. Eliota wchodzący w skład cyklu Cztery kwartety, opublikowany po raz pierwszy w 1941 w czasopiśmie New English Weekly, a następnie wraz z pozostałymi w 1943. Utwór kontynuuje problematykę czasu i  historii poruszaną w dziełach Burnt Norton i East Coker.
Tytuł poematu jest nazwą grupy skał, położonych w pobliżu Cape Ann w stanie Massachusetts, które poeta zwiedził w dzieciństwie.